# Ghislaine Dupont

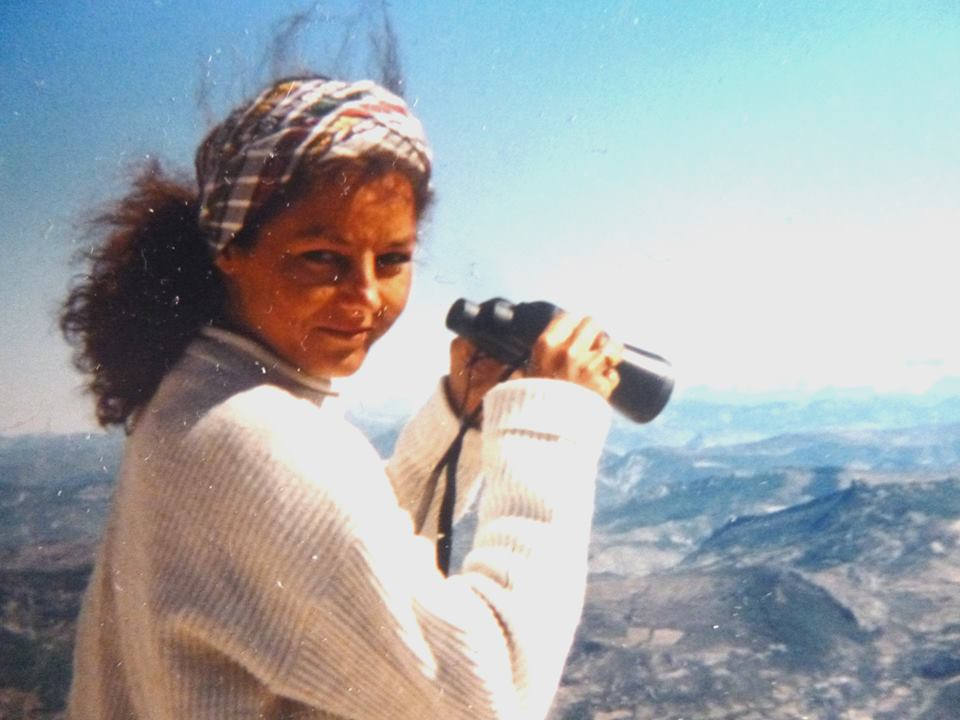
Ghislaine Dupont. Die kongolesischen Hörer nannten sie „Maman Ghislaine“.

Ghislaine Dupont ([/ʒislɛn dypõ/]; * 13. Januar 1956; † 2. November 2013 in Mali) war eine französische Journalistin, die sich auf  afrikanische Themen spezialisiert hatte. Sie wurde 2013 entführt und ermordet.

## Leben
Sie lebte als Kind einige Jahre in Afrika. Nach der Universität studierte sie an der École supérieure de journalisme de Paris. Sie begann ihre Karriere bei Ouest-France und Témoignage Chrétien. Danach arbeitete sie für freie Radios einschließlich Gilda La Radiopolitaine in Paris und für den Sender Radio France Belfort. 1986 arbeitete sie zum ersten Mal für Radio France Internationale (RFI) und wechselte dann zum privaten Radio Méditerranée Internationale in Tanger, Marokko.
Seit ihrer endgültigen Rückkehr zu Radio France Internationale 1990 recherchierte Ghislaine Dupont nur über afrikanische Probleme: Sie berichtete über die UNITA in Angola, in Sierra Leone in den Gebieten der RUF, über Dschibuti, Äthiopien und den Eritrea-Konflikt, Ruanda, Sudan, Algerien und Elfenbeinküste, wo sie die Existenz von Massengräbern in Abidjan aufdeckte.
Von 1997 bis 2007 widmete sie sich der Demokratischen Republik Kongo (RDC). Im Jahr 2003 war sie beim Aufbau von Radio Okapi in der Demokratischen Republik Kongo beteiligt. The Frequency of Peace wurde auf Initiative der Schweizer Stiftung Hirondelle, einer Nichtregierungsorganisation (NRO), zur aktiven Unterstützung der Medien in Krisensituationen geschaffen, mit der Unterstützung der Mission der Vereinten Nationen für die Stabilisierung in der Demokratischen Republik Kongo (MONUC). Sie trainierte junge Journalisten und Radio Okapi gilt nun als seriöses Medium.
Im Jahr 2006 wurde sie von der Kabila-Regierung in Kinshasa zwischen der ersten und zweiten Runde der Präsidentschaftswahlen vertrieben.
Ghislaine Dupont wurde als erstklassige Ermittlerin bekannt für redaktionelle Strenge und Finesse und eine sehr gute politische Analyse. Sie wurde im Juli 2013 redaktionelle Beraterin bei RFI.
Ghislaine Dupont wurde am 2. November 2013 nicht weit von Kidal im Nordosten Malis mit ihrem Begleiter, dem Techniker Claude Verlon, von unbekannten Tätern entführt. Am 6. November 2013 bekannte sich die Terrororganisation al-Qaida im islamischen Maghreb zur Ermordung der RFI-Mitarbeiter.

## Ehrung
Ibrahim Boubacar Keïta, Präsident der Republik Mali, zeichnete Ghislaine Dupont mit dem Orden des Malis aus.